# Cáceres Ciudad del Baloncesto
O Cáceres Ciudad del Baloncesto é um clube profissional de basquetebol situado na cidade de Cáceres, Extremadura, Espanha que atualmente disputa a Liga Ouro, a terceira liga em importância na Espanha.

## História
A cidade estava no vácuo da dissolução por problemas financeiros do Cáceres Club Baloncesto que disputou a Liga ACB as temporadas 1992-93 até 2002-03, viu-se a necessidade de trazer novamente o basquetebol de qualidade para Cáceres no ano de 2007. Disputou a LEB Ouro durante 6 temporadas entre 2008-09 e 2012-13, mas alegou problemas financeiros e se inscreveu na LEB Prata na Temporada 2013-14.